# 衝出地獄海
《衝出地獄海》（英語：Raise the Titanic）是一部於1980年上映的冒險電影，由盧·格瑞德旗下的ITC娛樂公司製作，並由傑瑞·詹姆森執導。劇本由艾瑞克·休斯（Eric Hughes）改編、亞當·甘迺迪撰寫，改編自克莱夫·卡斯勒於1976年出版的同名小說。故事圍繞一項旨在打撈鐵達尼號的行動，目的是為了回收船上載有對冷戰霸權具有戰略價值的貨物。
本片主演包括贾森·罗巴兹、理查德·喬丹、大衛·謝爾比、安妮·亞契和亚历克·吉尼斯。影片上映後評價褒貶不一，無論評論界或觀眾反應皆見分歧；票房亦告失利，在約3,500萬美元的預算下僅收穫約700萬美元。製片人劉·格雷德日後更評論道：「還不如把整個大西洋放乾來得便宜。」

## 劇情大綱
在冷戰期間的蘇聯西伯利亞北部荒野中，一名美國間諜潛入一座積雪覆蓋的廢棄礦場，發現了一具美國陸軍中士的冰封遺體，遺體旁立有一塊木製標記，上面寫著「1912年2月10日」。透過蓋格計數器，他發現該地曾開採出一種虛構的高放射性礦物——拜占合金（Byzanium），這種礦物在核戰爭中可作為極具潛力的能源。隨後，這名間諜被蘇聯士兵發現並遭到追捕，途中中彈。而就在此時，僱傭冒險家兼政府特工德克·皮特（Dirk Pitt）現身，擊斃追兵並救走了間諜，將其送回華盛頓特區。
中央情報局調查後確認，該礦場曾由美方經營，當時開採出的拜占合金原礦預定運回美國。一名叫布魯斯特（Brewster）的美國人負責將礦石裝箱，並運上即將首航的豪華郵輪「鐵達尼號」。1912年4月15日，鐵達尼號沉沒。皮特隨即展開調查，前往拜訪當年在鐵達尼號上擔任船員的約翰·比格羅（John Bigalow），他是最後一位見過布魯斯特的人。比格羅表示，當時他將布魯斯特與那批裝有礦石的木箱一同鎖入保險庫內，數分鐘後船難發生。他憶及布魯斯特生前的最後一句話是：「感謝上帝有南斯比！（Thank God for Southby!）」皮特返回後，提出一項打撈鐵達尼號殘骸的計畫，以期在蘇聯之前尋回拜占合金。他與詹姆斯·桑德克海軍上將（Admiral James Sandecker）一同向總統提出提案，並獲得批准，由皮特主導整項行動。
與此同時，蘇聯外交官安德烈·普雷夫洛夫（Andre Prevlov）得知美方計畫，並將消息洩露給媒體，迫使桑德克召開記者會說明打撈鐵達尼號的原因。當記者質疑是否為了尋找拜占合金時，他選擇不作回應。美國海軍艦隊隨後展開對北大西洋海底的搜尋。在此過程中，一艘潛水器「海星號」（Starfish）因艙室進水導致爆炸解體。其後，殘骸成功定位，打撈專家展開艱鉅的打撈作業。另一艘潛水器「深海探索號」（Deep Quest）則因電池耗盡導致機械臂卡住於船體殘骸上。最終，透過壓縮氣囊與浮力裝置，鏽蝕不堪的鐵達尼號被成功升上海面，並被拖曳至其原定目的地——紐約的乾船塢。美方不惜一切成本，因為這種罕見礦物將成為未來武器系統的能源核心，具備攔截任意來襲導彈的潛力。對此，普雷夫洛夫對美方提出抗議，聲稱該礦物為非法取自蘇聯領土。
當打撈隊伍進入保險庫時，發現了布魯斯特的木乃伊化遺體，卻找不到任何礦石，木箱中全是碎石。眾人意識到關鍵線索藏在布魯斯特的遺言之中。原來，他曾在英格蘭「南斯比」（Southby）安排了一場虛假的安葬儀式，將真正的拜占合金藏於墓地之中，然後再搭乘鐵達尼號返美。最終，美方決定將礦石繼續埋藏於原地，不公諸於世，因為這種力量一旦曝光，將打破維繫東西方和平現狀的戰略平衡。

## 演員
- 贾森·罗巴兹 飾 詹姆斯·桑德克上將（Admiral James Sandecker）
- 理查德·喬丹 飾 德克·皮特
- 大衛·謝爾比（英语：David Selby） 飾 金·西格拉姆（Gene Seagram）
- 安妮·亞契 飾 丹娜·阿奇博爾德（Dana Archibald）
- 亚历克·吉尼斯 飾 約翰·比格羅（John Bigalow）
- 波·布倫丁（英语：Bo Brundin） 飾 安德烈·普雷夫洛夫上校（Captain Andre Prevlov）
- M·埃米特·沃爾許（英语：M. Emmet Walsh） 飾 首席軍士長溫尼·沃克（Master Chief Vinnie Walker）
- J·D·卡農（英语：J.D. Cannon） 飾 喬·伯克艦長（Captain Joe Burke）
- 諾曼·巴托爾德（英语：Norman Bartold） 飾 肯珀上將（Admiral Kemper）
- 埃利亞·巴斯金（英语：Elya Baskin） 飾 馬爾加寧（Marganin）
- 德克·布洛克（英语：Dirk Blocker） 飾 梅克（Merker）
- 麥可·恩森（英语：Michael Ensign） 飾 諾薩克中尉（Lieutenant Northacker）
- 羅伯特·布羅伊爾斯（英语：Robert Broyles） 飾 威利斯（Willis）
- 保羅·卡爾（英语：Paul Carr） 飾 中情局局長尼可爾森（CIA Director Nicholson）
- 麥可·C·格溫（英语：Michael C. Gwynne） 飾 博漢農（Bohannon）
- 南茜·內文森（英语：Nancy Nevinson） 飾 莎拉·馬汀戴爾（Sarah Martindale）
- 馬克·L·泰勒（英语：Mark L. Taylor） 飾 斯賓塞（Spence）
- 哈維·路易斯（英语：Harvey Lewis） 飾 基爾（Kiel）
- 克萊夫·卡斯勒 飾 留鬍子的記者（Bearded Reporter）
- 莫琳·麥金尼斯（英语：Maureen McGinnis） 飾 穿紅外套的派對賓客（Party Guest in Red Jacket）

## 製作
1976年，克莱夫·卡斯勒的小說《打撈鐵達尼號》出版。當年8月，有報導稱製片人羅伯特·沙弗特（Robert Shaftel）取得了該書的電影改編權，但在次月則有消息澄清，版權尚未正式出售。

### 史丹利·克萊瑪
路·格雷德（Lew Grade）表示他閱讀了卡斯勒的小說後產生興趣，認為該作品具備像詹姆士·龐德系列那樣的系列電影潛力。他得知導演斯坦利·克雷默有意執導此片，於是決定購買改編權，並讓克雷默擔任導演與製片人。當時克雷默正在為格雷德製作電影《多米諾骨牌》。1976年10月，格雷德以報導中的價格45萬美元取得了改編權。
小說於1976年底問世，並成為暢銷書。 在同年夏季，克雷默曾在美國二百週年舞會上拍攝鏡頭，希望能用於電影之中。1977年1月，克雷默簽署合約擔任導演，電影製片人則為馬文·史塔格（Marvin Starger）。 1977年3月，格雷德透露他還選擇性取得了其他兩部德克·皮特系列小說《冰山》（Iceberg）與《海居者》（The Sea Dweller）的改編權。
在1977年5月的坎城影展上，格雷德正式公布該片，作為ITC娛樂公司即將製作的電影之一，其他作品還包括《巴西來的男孩》、改編自艾利斯泰·麥克林小說的《金門大橋》（The Golden Gate，由傑瑞·詹姆森執導）與描述查尔斯·布朗森早年生活的《1.97美元》（$1.97）。
電影進入前期製作，並開始建造鐵達尼號的模型。格雷德表示這些模型的尺寸比原定預期大兩至三倍。這些模型是依據鐵達尼號的實際藍圖製作，在加州Studio City的CBS工作室中心建造，耗資約500萬至600萬美元。
1977年12月，格雷德宣布克雷默因創作理念分歧退出項目。克雷默說明分歧包括選角與微縮模型的使用數量：「你可以說我退出的原因之一，是覺得成本可能會超出預算。這樣的結局總讓人有點遺憾。《衝出地獄海》是個巨大的挑戰，包含特殊效果與水下拍攝等激動人心的元素。」克雷默認為電影的預算至少需要1400萬美元，而製作方僅打算以900萬美元完成。他最終獲得50萬美元作為解約費用。

### 傑瑞·詹姆森
1978年5月，傑瑞·詹姆森（Jerry Jameson）接任導演。他原本預定執導《金門》，但該片最終未能實現。格雷德表示此片將成為他所製作中最昂貴的一部，預算達2000萬美元，但不會啟用大明星，並表示：「這部片的主角是船。原本要給演員的錢已全數用於模型製作。它們真是壯觀。」僅模型便耗資500萬美元。詹姆森的《國際機場77》（Airport ’77）的製片人威廉·弗萊伊（William Frye）亦被聘請參與本片。製作成本持續上升至1500萬美元，製作團隊開始尋找一艘可改裝為鐵達尼號外型的船。
劇組認為真實的鐵達尼號若從海底打撈上來，應該會以一個緩慢的傾角浮出水面，然後在水面平穩地浮現。然而北好萊塢的拍攝水槽太淺，會讓模型如火箭般竄出水面，最終決定尋找更大的水槽。劇組於1978年12月馬爾他動工興建水槽，用以拍攝水下場景。格雷德解釋說：「馬爾他是我們唯一能找到既有大型水槽，又符合拍攝環境與地點需求的地方。」>
電影所用的鐵達尼號替身船艦則在希臘雅典尋得。

### 劇本
電影劇本經歷了多次改寫。最初參與編寫的是亞當·甘迺迪（Adam Kennedy），他曾為史丹利·克雷默執導、由路·格雷德出資的《多米諾原則》（The Domino Principle）撰寫劇本。後來又有艾瑞克·休斯（Eric Hughes）、米拉德·考夫曼與阿諾·舒爾曼等編劇接手。不過最終仍由甘迺迪回鍋進行修改，並且獲得最終的唯一署名。
小說家賴瑞·麥可莫特瑞也曾短暫參與劇本撰寫。他對卡斯勒的原作評價極低，形容其「與其說是小說，不如說是一本關於如何從深海中打撈一艘大船的操作手冊」，他聲稱自己是參與過劇本創作的約17位編劇之一，也是唯一一位沒有爭取署名的人。美國海軍資訊主任大衛·庫尼（David Cooney）上將曾要求劇本修改，避免片中出現「俄羅斯人比美國人更聰明」的情節。

### 選角
埃利奥特·古尔德曾被提議出演主角，但他拒絕了這個角色，還開玩笑說：「我才不想打撈鐵達尼號，就讓它留在海底吧。」傑森·羅巴茲（Jason Robards）坦言接演本片的動機是「錢，親愛的，就是錢……這部電影裡，我們這些演員都只是襯托特效裝置的附屬品罷了。」
1979年10月，理查·喬丹（Richard Jordan）確定飾演德克·皮特一角。小說原作者克萊夫·卡斯勒也在片中客串，於劇本會議場景中飾演一位記者。

## 拍攝

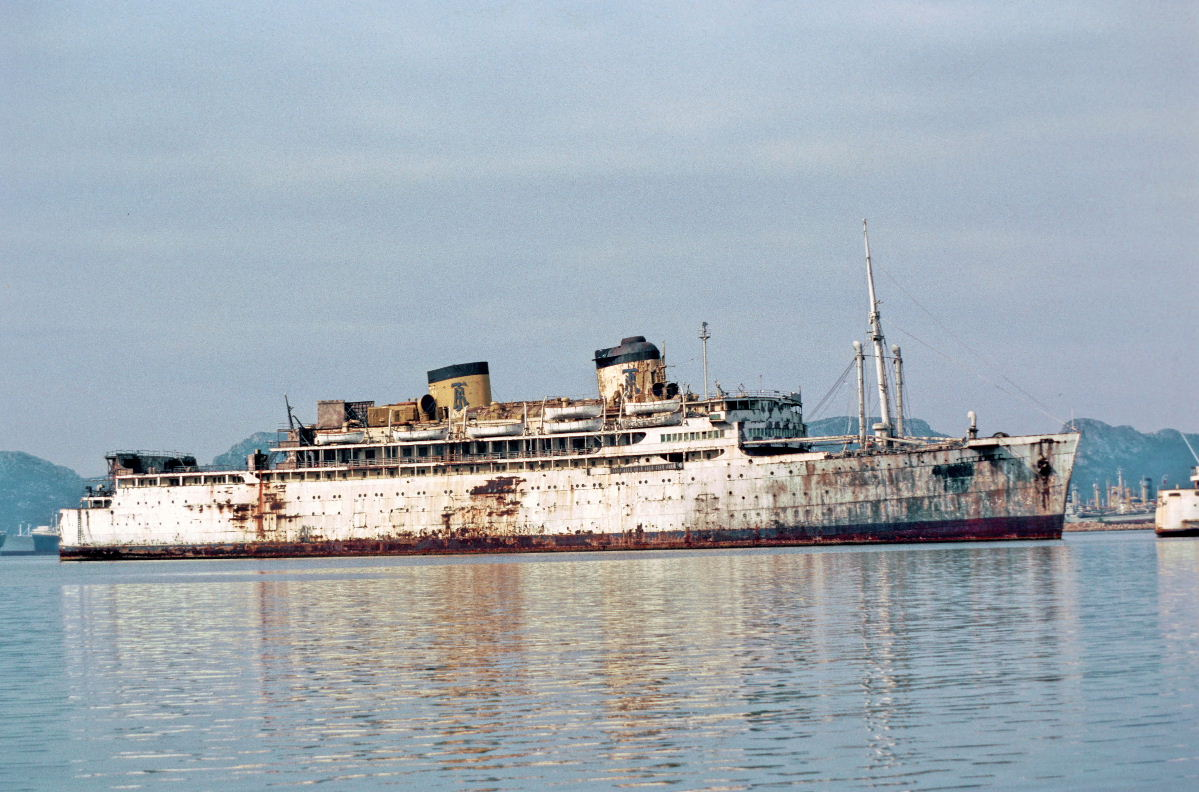
1986年的聖羅莎號，該船隻成為了本電影的主要取景地點。

電影於1979年10月在CBS影視中心（CBS Studio Center）開拍，截至此時，製作團隊已在水槽與模型上投入約1,500萬美元的成本。
為了重現鐵達尼號的外觀，劇組改裝了一艘老舊的希臘遠洋客輪聖羅莎號，用於拍攝船體的近距離鏡頭，而水下鏡頭則採用了縮尺模型來拍攝。當時對於鐵達尼號是否在沉沒過程中斷裂仍有爭議；本片依照小說的設定，選擇將鐵達尼號完整呈現。然而在1985年，真正的鐵達尼號殘骸被發現，確認其沉沒時已斷裂為兩段，並呈高度腐蝕狀態沉睡於大西洋海底。
為了拍攝鐵達尼號浮上海面的場景，劇組打造了一艘重達10噸、長達50英尺（約15公尺）的縮尺模型，製作費高達700萬美元。但這艘模型起初過於龐大，無法在現有的水槽中使用。拍攝完成後，這艘縮尺模型就這樣被遺棄在馬爾他地平線水槽（Horizon Tank）旁達30年之久（35°53′36.36″N 14°32′4.41″E / 35.8934333°N 14.5345583°E）。2003年，一場風暴對模型造成了損壞。到2012年時，模型殘骸已被移至靠海的新地點（35°53′37.51″N 14°32′6.13″E / 35.8937528°N 14.5350361°E）。
電影最終場景於英國康沃爾郡聖艾夫斯拍攝，耗時兩天。然而拍攝前一日，當地遭遇百年一遇的暴風，原定拍攝的教堂被毀，場景只得臨時改至他處。第二攝製組則在美國加州聖地牙哥進行外景拍攝。

## 音樂
電影配樂由知名作曲家约翰·巴瑞創作，是本片最廣受好評的部分之一。風格延續他前一年為《鐵金剛勇破太空城》所創作的配樂，從充滿冷戰色彩的軍事風格段落，到展現深海神秘感的冷峻低沉旋律，皆被讚譽為貝瑞生涯中的代表作之一。
雖然原始錄音母帶已佚失，Silva Screen Records在1999年委託貝瑞的老搭檔、配器師尼克·雷恩（Nic Raine），由布拉格愛樂管弦樂團重新錄製了完整配樂。

## 發行
《衝出地獄海》最終由由新成立的發行公司聯合電影發行公司發行。全球首映於1980年7月30日在波士頓舉行。8月1日於美國90個地點正式上映。上映後刪減了12分鐘片長。

## 評價
《衝出地獄海》在上映後評價褒貶不一，在爛番茄上僅獲得38%的好評率（共8則評論）。原作者克萊夫·卡斯勒對電影成品極為不滿，並拒絕授權後續小說改編權。 2006年，在《撒哈拉》改編失利後，卡斯勒再次控告片方未經其同意修改劇本。，本片曾入圍第1屆金酸莓獎的「最差影片」，在介紹該片的影評節目《Utterly Absurd Blockbusters》中，甚至評論道：「原作本身就是個笑話。」
本片製作預算達3,500萬美元，最終僅獲得700萬美元的票房收入，首週末票房僅 1,615,000美元，共在167間影院播映。，此外，角色方面也遭到批評，包含中主角達克·皮特的形象與原作相去甚遠（例如蓄著大鬍子），而在小說系列中佔有重要戲份的阿爾·喬爾迪諾（Al Giordino）更是完全未登場。
出資人路·格雷德事後回憶：「我覺得電影其實還不錯，尤其是鐵達尼號浮上海面，以及皮特走進船上破碎舞廳的場景。」他認為電影票房失敗部分原因在於同期上映的電視電影《S.O.S.鐵達尼號》（由他弟弟主掌的EMI Films發行）。他後來自嘲說：「還不如把整個大西洋給放乾來得便宜。」
《衝出地獄海》與其他同期失利作品一起，最終導致路·格雷德逐漸退出電影業務。

## 外部連結
- 互联网电影数据库（IMDb）上《Raise the Titanic》的资料（英文）
- 爛番茄上《Raise the Titanic》的資料（英文）